# Anadrymadusa beckeri
Anadrymadusa beckeri är en insektsart som först beskrevs av Adelung 1907.  Anadrymadusa beckeri ingår i släktet Anadrymadusa och familjen vårtbitare. Inga underarter finns listade i Catalogue of Life.